# Alfabet turkmeński
Alfabet turkmeński – alfabet, obecnie oparty na alfabecie łacińskim, używany do zapisu języka turkmeńskiego. Historycznie była także używana cyrylica oraz alfabet oparty na piśmie arabskim, który jest obecnie używany poza Turkmenistanem.

## Alfabet arabski
W okresie kształtowania się języka turkmeńskiego w XVIII—XIV stuleciach do jego zapisu wykorzystywano litery arabskie. Już u schyłku XVIII wieku istniał obszerny dorobek literacki w języku turkmeńskim. Co prawda, pod koniec XIX wieku odsetek analfabetyzmu wśród Turkmenów wynosił ponad 99%, wydawanie książek było utrudnione, a pierwszy elementarz w języku turkmeńskim ukazał się dopiero w 1913 roku. Pierwsza gazeta zaś w 1914 roku.
Pismo arabskie jednak nie jest dobrze dostosowane do zapisu języków turkijskich, ponieważ jest bogate w znaki do zapisu spółgłosek charakterystycznych przede wszystkim dla języka arabskiego, ale kiepsko odwzorowuje samogłoski, których w języku turkmeńskim jest aż dziewięć (i ma także znaczenie iloczas).
W roku 1922 oraz 1925 doszło do reform ortografii, w wyniku których usunięto zbędne litery i wprowadzono nowe, odwzorowujące turkmeńskie  fonemy, za pomocą znaków diakrytycznych.
Turkmeni w Afganistanie, Iranie i Iraku nadal zapisują swój język pismem arabskim.

## Cyrylica
Pod koniec lat 30. XX wieku w ZSRR rozpoczęto przygotowania do wprowadzenia cyrylicy, opartej na alfabecie rosyjskim, jako systemu pisma dla języków mniejszościowych ZSRR. Realizowana ją pod nadzorem komisji rządowych w poszczególnych republikach związkowych. Oficjalnie uzasadniano ją potrzebą ujednolicenia systemów pisma i korzyściami typograficznymi, jednak nieujawnionym celem było umocnienie pozycji języka rosyjskiego w społeczeństwie.
W Turkmeńskiej SRR przejście na pismo cyrylickie dokonano w 1940 roku. Jedyną zmianą, jaką od tego momentu wprowadzono do alfabetu, było przeniesienie litery Ъ z końca na pozycję zgodną z jego miejscem w alfabecie rosyjskim.
| А а | Б б | В в | Г г | Д д | Е е | Ё ё | Ж ж |
| Җ җ | З з | И и | Й й | К к | Л л | М м | Н н |
| Ң ң | О о | Ө ө | П п | Р р | С с | Т т | У у |
| Ү ү | Ф ф | Х х | Ц ц | Ч ч | Ш ш | Щ щ | Ъ ъ |
| Ы ы | Ь ь | Э э | Ə ә | Ю ю | Я я |     |     |

W 2000 roku cyrylica turkmeńska została całkowicie wyeliminowana z oficjalnego użytku.

## Alfabet łaciński
Wprowadzenie reform alfabetu arabskiego w Turkmenistanie miało charakter przejściowy. Pierwsza próba zastąpienia go alfabetem łacińskim okazała się nieudana. W rezultacie, w 1928 roku do zapisu języka turkmeńskiego wprowadzono janalif, który później wycofano na rzecz cyrylicy.
Po uzyskaniu niepodległości przez Turkmenistan po rozpadzie ZSRR, w 1993 roku rozpoczęto program państwowy, mający na celu wdrożenie nowego alfabetu opartego na łacińskim. Równocześnie prowadzono systematyczne usuwanie rusycyzmów z języka turkmeńskiego. Działania te odbywały się niezależnie od opinii i zapotrzebowania społecznego, a wszelkie decyzje były podejmowane bezpośrednio przez prezydenta Turkmenistanu.
Grupa naukowców z Instytutu Językoznawstwa pod przewodnictwem M. Söyegova opracowała pierwszy wariant nowego alfabetu, który opublikowano w gazecie „Türkmenistan” 19 sierpnia 1992 roku. W tym samym roku zaproponowano również szereg innych projektów. Miał następujący skład: A a, B b, C c, D d, E e, Ea ea, F f, G g, H h, I i, J j, Jh jh, K k, L l, M m, N n, Ng ng, O o, Q q, P p, R r, S s, Sh sh, T t, Ts ts, U u, V v, W w, X x, Y y, Z. Charakterystyczną cechą tego projektu było nietradycyjne zastosowanie znaków Q, V, X — miały one zastąpić samogłoski Ө, Ү, Ы.

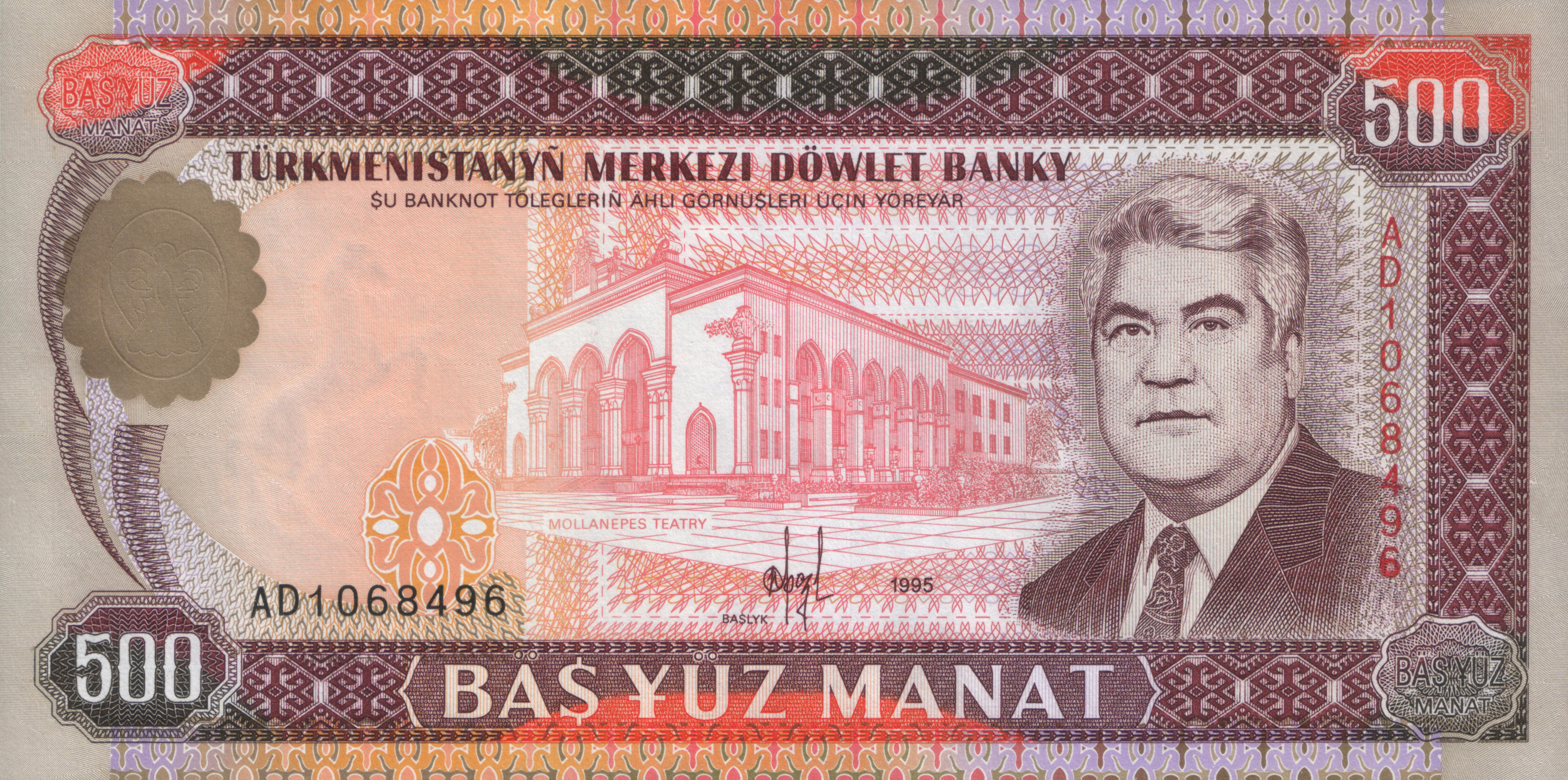
Turkmeński banknot o nominale 500 manatów z 1995 roku, zawierający napis „BÄ$ ¥ÜZ MANAT”, w którym wykorzystano litery $ i ¥.

W styczniu 1993 roku w Turkmeńskiej Akademii Nauk odbyło się posiedzenie dotyczące nowego alfabetu, na którym powołano komisję do jego opracowania. Przewodniczącym komisji został Sarparmyrat Nyýazow, prezydent Turkmenistanu. W lutym w prasie przedstawiono świeżo opracowany alfabet, który zatwierdzono 12 kwietnia 1993 roku. Miał następujący skład: A a, B b, Ç ç, D d, E e, Ä ä, F f, G g, H h, I i, J j, £ ſ, K k, L l, M m, N n, Ñ ñ, O o, Ö ö, P p, R r, S s, $ ¢, T t, U u, Ü ü, W w, Y y, ¥ ÿ, Z z. Charakterystyczną cechą tego alfabetu było wykorzystanie znaków dolara, jena i funta jako liter.
Po sześciu latach w alfabecie wprowadzono zmiany, m.in. zastąpiono nietradycyjne litery, dzięki czemu przybrał współczesną postać. Wyróżnia się na tle pozostałych alfabetów turkijskich zastosowaniem haczków.
| A a | B b | Ç ç | D d | E e | Ä ä | F f |
| G g | H h | I i | J j | Ž ž | K k | L l |
| M m | N n | Ň ň | O o | Ö ö | P p | R r |
| S s | Ş ş | T t | U u | Ü ü | W w | Y y |
| Ý ý | Z z |     |     |     |     |     |

Od 2000 roku jest jedynym oficjalnie dopuszczalnym środkiem do zapisu języka turkmeńskiego.

## Zestawienie
| Łacinka         | Łacinka   | Łacinka | Łacinka           | Cyrilica 1940–1993 | Alfabet arabski  | Alfabet arabski | IPA   |
| Obecna, od 1999 | 1993–1999 | 1992    | Janalif 1929–1940 | Cyrilica 1940–1993 | w ZSRR 1923–1929 | w Iranie        | IPA   |
| --------------- | --------- | ------- | ----------------- | ------------------ | ---------------- | --------------- | ----- |
| A a             | A a       | A a     | A a               | А а                | آ ع              | آ               | [a]   |
| B b             | B b       | B b     | B ʙ               | Б б                | ب                | ب               | [b]   |
| Ç ç             | Ç ç       | C c     | C c               | Ч ч                | چ                | چ               | [tʃ]  |
| D d             | D d       | D d     | D d               | Д д                | د                | د               | [d]   |
| E e             | E e       | E e     | E e               | Э э Е е            | ٱ                | اِ / ه           | [e]   |
| Ä ä             | Ä ä       | Ea ea   | Ә ә               | Ә ә                | أ                | أ               | [æ]   |
| F f             | F f       | F f     | F f               | Ф ф                | ف                | ف               | [f]   |
| G g             | G g       | G g     | G g               | Г г                | گ                | گ               | [g~ʁ] |
| G g             | G g       | G g     | Ƣ ƣ               | Г г                | غ                | غ               | [g~ʁ] |
| H h             | H h       | H h     | H h               | Х х                | ح                | ە ح             | [h~x] |
| H h             | H h       | H h     | X x               | Х х                | خ                | خ               | [h~x] |
| I i             | I i       | I i     | I i               | И и                | ى                | اى              | [i]   |
| J j             | J j       | J j     | Ç ç               | Җ җ                | ج                | ج               | [dʒ]  |
| Ž ž             | £ ſ       | Jh jh   | Ƶ ƶ               | Ж ж                | ژ                | ژ               | [ʒ]   |
| K k             | K k       | K k     | K k               | К к                | ک                | ك               | [k]   |
| K k             | K k       | K k     | Q q               | К к                | ق                | ق               | [q]   |
| L l             | L l       | L l     | L l               | Л л                | ل                | ل               | [l]   |
| M m             | M m       | M m     | M m               | М м                | م                | م               | [m]   |
| N n             | N n       | N n     | N n               | Н н                | ن                | ن               | [n]   |
| Ň ň             | Ñ ñ       | Ng ng   | Ŋ ŋ               | Ң ң                | ڭ                | نگ              | [ŋ]   |
| O o             | O o       | O o     | O o               | О о                | او               | اوْ / وْ          | [o]   |
| Ö ö             | Ö ö       | Q q     | Ө ө               | Ө ө                | اۇ               | اؤ / ؤ          | [œ]   |
| P p             | P p       | P p     | P p               | П п                | پ                | پ               | [p]   |
| R r             | R r       | R r     | R r               | Р р                | ر                | ر               | [r]   |
| S s             | S s       | S s     | S s               | С с                | ث س ص            | ث س ص           | [θ]   |
| Ş ş             | $ ¢       | Sh sh   | Ş ş               | Ш ш                | ش                | ش               | [ʃ]   |
| T t             | T t       | T t     | T t               | Т т                | ط ت              | ت               | [t]   |
| U u             | U u       | U u     | U u               | У у                | او               | اۇ / ۇ          | [u]   |
| Ü ü             | Ü ü       | V v     | Y y               | Ү ү                | اۇ               | اۆ / ۆ          | [y]   |
| W w             | W w       | W w     | V v               | В в                | و                | و               | [w~v] |
| Y y             | Y y       | X x     | Ь ь               | Ы ы                | ى                | اؽ              | [ɯ]   |
| Ý ý             | ¥ ÿ       | Y y     | J j               | Й й                | ي                | ی               | [j]   |
| Z z             | Z z       | Z z     | Z z               | З з                | ظ ض ذ ز          | ظ ض ذ ز         | [ð]   |